# Lac Ghost (Alberta)
Le lac Ghost, ou réservoir Ghost, est un lac de barrage créé artificiellement dans l'Ouest de l'Alberta au Canada le long de la rivière Bow. Il est situé à environ 45 km à l'ouest de Calgary et tout juste à l'ouest de Cochrane aux pieds des montagnes Rocheuses à une élévation de 1 188 m. Il a été formé en 1929 avec la construction du barrage Ghost et développé sur des terrains loués par les Indiens Morley à la compagnie Calgary Power, devenue TransAlta Utilities en 1981. Le lac et le barrage sont principalement utilisés pour générer de l'électricité. Le lac est gelé à partir de décembre jusqu'à la mi-mai. Il couvre une superficie à sa surface de 11,6 km2 et a un bassin versant de 6 460 km2. Sa profondeur maximale est de 34 m. Le lac est utilisé de manière récréative pour la pêche ainsi que la voile sur l'eau et sur la glace. D'ailleurs, le lac est l'hôte du premier club de voile sur glace fondé dans l'Ouest canadien. Sur sa rive nord, il comprend le village d'été de Ghost Lake et l'aire récréative provinciale du Réservoir-Ghost.

## Galerie

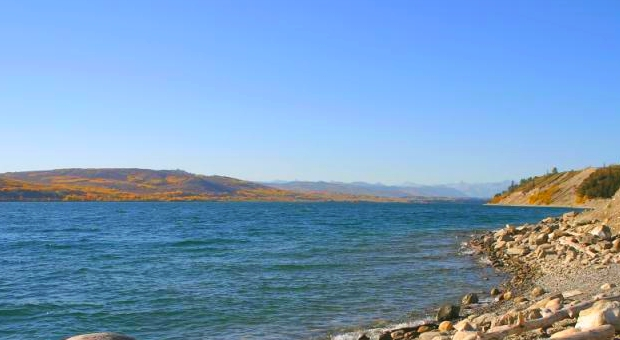
Le lac Ghost au début de l'automne
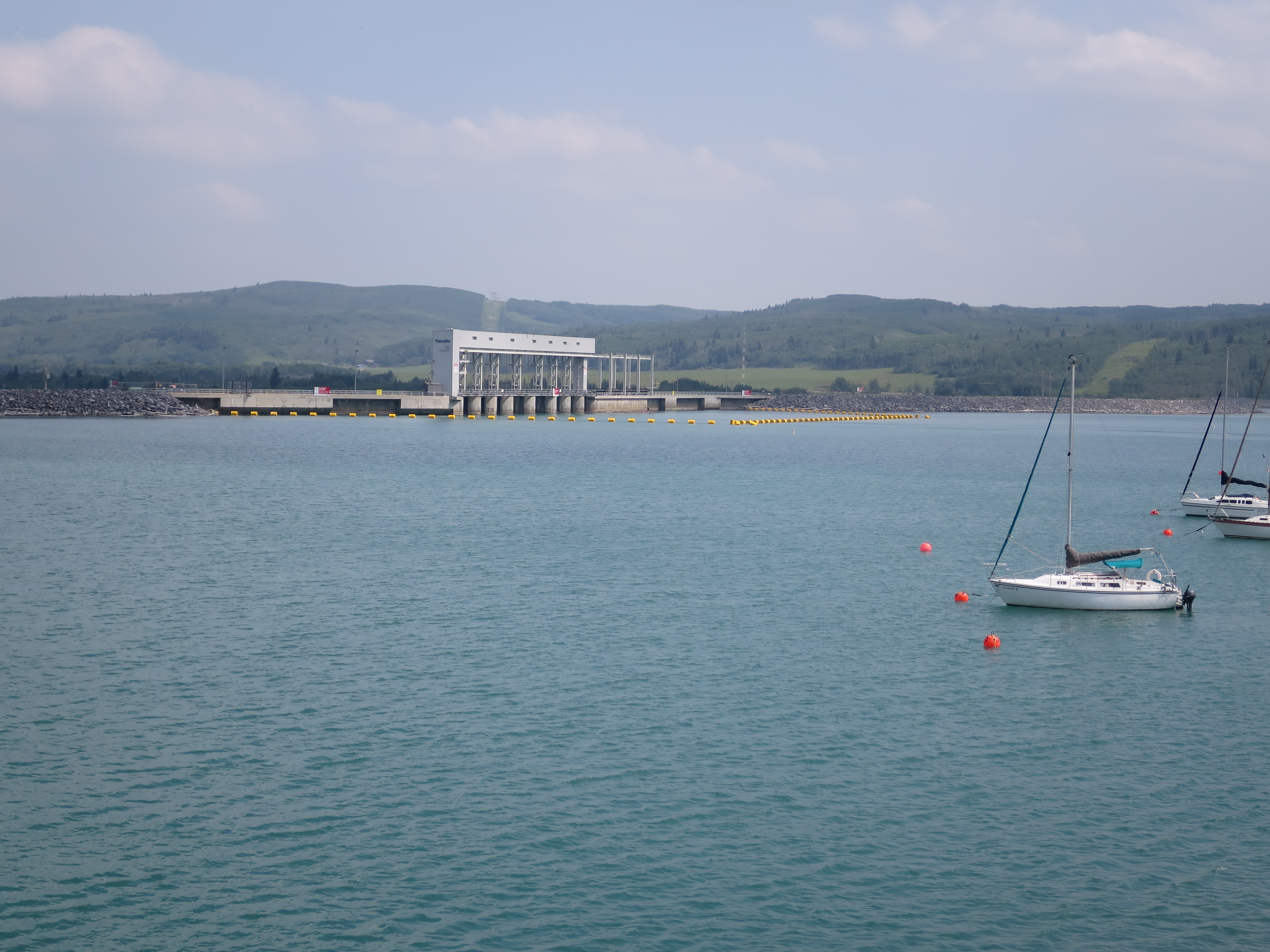
Le barrage du réservoir Ghost
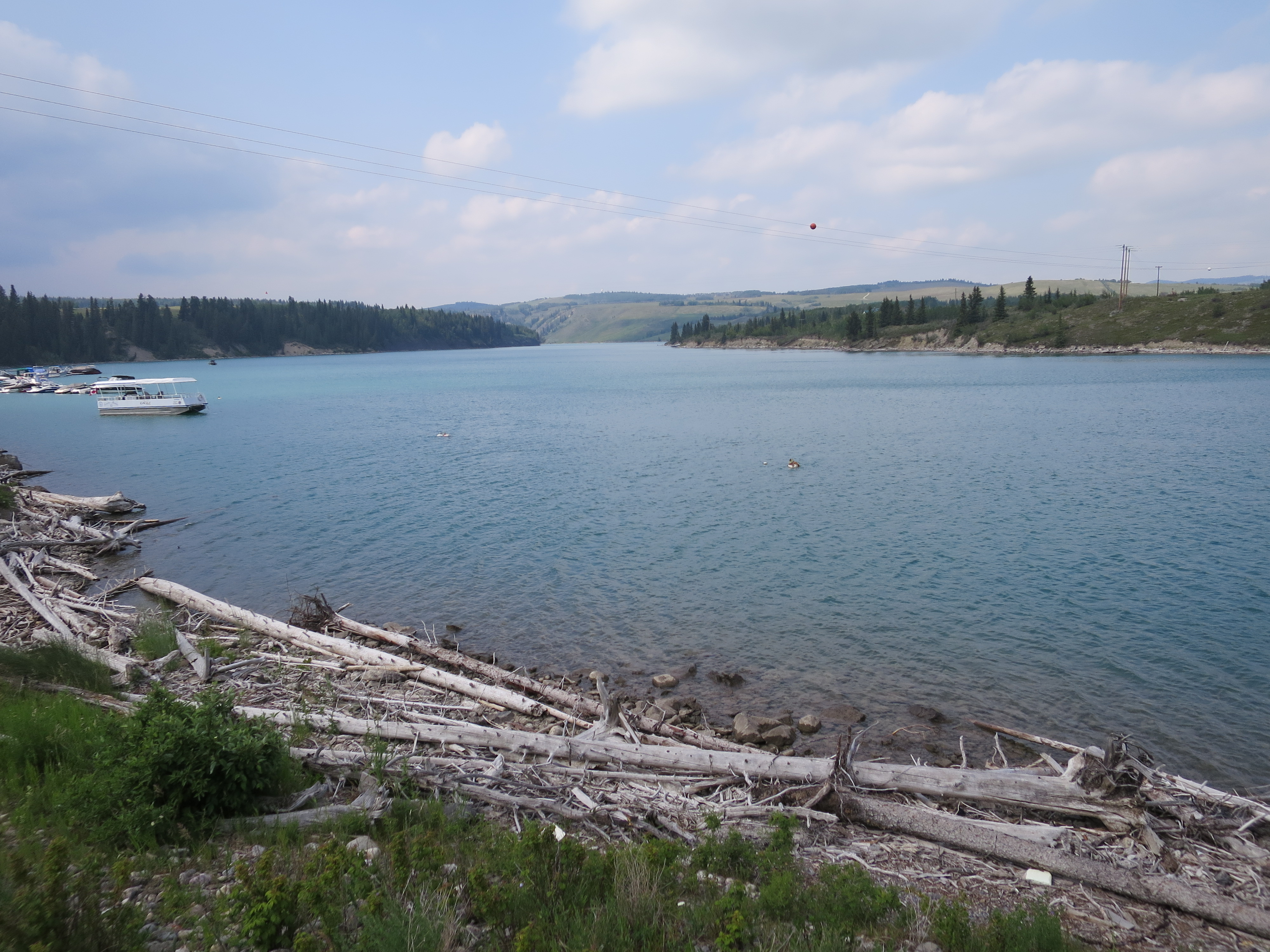
L'embouchure de la rivière Ghost dans le lac Ghost

## Annexe